# Bea Fiedler
Bea Fiedler (* 28. Juni 1957 in Duisburg) ist eine ehemalige deutsche Schauspielerin und ehemaliges Fotomodel.

## Leben
Die gelernte Friseurin begann im Alter von 17 Jahren eine Karriere als Fotomodell und war unter anderem für die Zeitschrift Vogue tätig. Im Jahr 1977 war sie Playmate des Monats der Juni-Ausgabe des deutschen Playboy. Sie avancierte zu einer gefragten Darstellerin in deutschen Softpornos der Firma Lisa Film und wurde vor allem durch Auftritte in der Filmreihe Eis am Stiel bekannt. 1985 spielte sie an der Seite von René Weller und Peter Althof in dem Film Macho Man. Unter dem Namen Bea veröffentlichte sie auch mehrere Schallplatten.
Fiedler wirkte in Soft-Sex-Szenen in einschlägigen Produktionen mit, so etwa im Videofilm Porno Express – Erotische Bestseller präsentiert von Bea Fiedler. In der Bildergeschichte des Hochglanz-Magazins „V.I.P.“, „Bea Fiedler – der Filmstar und sein triebhaft enthemmtes Personal“ (V.I.P., Nummer 1, September 1987), ließ sie sich hochschwanger in eindeutigen Posen ablichten.
1993 behauptete sie, Vater ihres Sohnes (* 1987) sei der damalige Kronprinz Albert von Monaco, dem sie in einem Münchner Hotel begegnet war. Mit einem – allerdings nur inoffiziellen – Vaterschaftstest konnte Prinz Albert dies widerlegen. Nach der Entbindung zog sich Fiedler nicht mehr vor der Kamera aus.
Bis 1995 war Fiedler mit dem Schauspieler Olli Maier liiert. In den 1990er Jahren arbeitete sie in einem Lokal in Erlangen und betrieb ein Nachtlokal auf Ibiza.
2021 nahm sie an Ich bin ein Star – Die große Dschungelshow auf RTL teil, im September 2024 musste sie die ProSieben-Sendung Das große Promi-Büßen, aufgrund rassistischer Äußerungen, verlassen.

## Filmografie (Auswahl)
- 1978: Hurra, die Schwedinnen sind da
- 1978: Die Insel der tausend Freuden
- 1978: Popcorn und Himbeereis
- 1978: Summer Night Fever
- 1979: Graf Dracula (beisst jetzt) in Oberbayern
- 1980: Keiner hat das Pferd geküßt
- 1980: Drei Schwedinnen auf der Reeperbahn
- 1980: Heiße Kartoffeln
- 1981: Die Pinups und ein heißer Typ
- 1981: Die nackten Superhexen vom Rio Amore
- 1982: Myriam – meine wilden Freuden
- 1982: Eis am Stiel 4 – Hasenjagd
- 1983: Die wilden Fünfziger
- 1983: Das verrückte Strandhotel
- 1983: Sunshine Reggae auf Ibiza
- 1984: Eis am Stiel 5 – Die große Liebe
- 1984: Her mit den kleinen Schweinchen
- 1984: Macho Man
- 1985: Eis am Stiel 6 – Ferienliebe

## Fernsehen
- 1987: Großstadtrevier: Fotos aus Ibiza
- 1992: Lilli Lottofee
- 2021: Ich bin ein Star – Die große Dschungelshow
- 2022: Ich bin ein Star – Holt mich hier raus! – „Beas Raucherpause“ (Webformat)
- 2022: Ich bin ein Star – Die Stunde danach
- 2024: Das große Promi-Büßen

## Diskografie
- 1981: The Outlaw / Secretary's Life (WEA)
- 1982: A Woman Is A Woman / Spotlight (Metronome)
- 1983: Mony, Mony / Outa Space (RCA)
- 1985: Cover Girls / Cover Girls (Instrumental) (Fellow Music)
- 1989: Strange (But I like it) (Happy Video Privat Jahrgang 5, Nr. 25: Happy Video wird „25“[7])